# Przemysław Mystkowski
Przemysław Mystkowski (ur. 25 kwietnia 1998 w Białymstoku) – polski piłkarz, występujący na pozycji pomocnika. 

## Kariera klubowa
Pierwszy występ w Ekstraklasie zanotował w sezonie 2013/2014, w Jagiellonii Białystok. 7 stycznia 2023 został zawodnikiem greckiego klubu Iraklis Saloniki. W sezonie 2022/2023 wystąpił w 6 ligowych meczach, 12 czerwca 2023 odszedł z drużyny za porozumieniem stron.

## Statystyki kariery klubowej
Stan na 5 sierpnia 2016.
| Klub                  | Sezon              | Liga               | Liga | Liga | Puchar Polski | Puchar Polski | Europa | Europa | Suma | Suma |
| Klub                  | Sezon              | Liga               | M.   | Br.  | M.            | Br.           | M.     | Br.    | M.   | Br.  |
| --------------------- | ------------------ | ------------------ | ---- | ---- | ------------- | ------------- | ------ | ------ | ---- | ---- |
| Jagiellonia Białystok | 2013/14            | Ekstraklasa        | 1    | 0    | 0             | 0             | –      | –      | 1    | 0    |
| Jagiellonia Białystok | 2014/15            | Ekstraklasa        | 7    | 0    | 0             | 0             | –      | –      | 7    | 0    |
| Jagiellonia Białystok | 2015/16            | Ekstraklasa        | 15   | 1    | 1             | 0             | 0      | 0      | 16   | 1    |
| Ogólnie w karierze    | Ogólnie w karierze | Ogólnie w karierze | 23   | 1    | 1             | 0             | 0      | 0      | 24   | 1    |

## Sukcesy

### Drużynowe

#### Jagiellonia Białystok
- Wicemistrzostwo Polski (1): 2016/17